# 방귀버섯과
방귀버섯과(학명: Geastraceae 게아스트라케아이[*])는 주름버섯강 방귀버섯목(학명: Geastrales 게아스트랄레스[*])의 단형 과이다.

## 하위 분류
- 방귀버섯속 Geastrum
- Myriostoma
- Schenella